# Der Junggeselle
Der Junggeselle (en français Le Célibataire) est un journal allemand hebdomadaire masculin publié de 1919 à 1929. Le magazine se caractérise par des illustrations de nombreux artistes Art déco et Art nouveau.

## Contenu
La couverture d'une édition du milieu des années 1920 est soit une femme peinte dans une pose érotique, soit un homme profitant d'une réunion sportive et joyeuse. Le premier article est l'éditorial.
Outre de nombreuses illustrations et seulement quelques photos, le cœur du magazine est composé d'histoires courtes et de feuilletons comme des dime novels. Une courte section très illustrée traite de la mode masculine, tandis qu'une autre traite de considérations analytiques sur le marché boursier, la monnaie et l'économie.

## Collaborateurs
Rédacteurs en chef
- Max Schievelkamp (1919–1923 et 1925–1929)
- Egon Hugo Strassburger (1923–1925)

Rédacteurs
- Hans Bethge
- Franz Blei
- Elsa von Bonin
- Alfred Brie
- Manfred Georg
- Wolfgang von Lengerke
- Robert Misch
- Dinah Nelken
- Walter Oehme
- Pem
- Erich Maria Remarque
- Roda Roda
- Charlie Roellinghoff
- Hans Arthur Thies

Illustrateurs
- Frank Behmak
- Charlotte Berend-Corinth
- Max Brüning
- Wilhelm Gallhof
- Willibald Grein
- Willi Jennrich
- Gustav Kamelhard
- E.L. Kretschmann
- Max Ludwig
- Jeanne Mammen
- Fritz Meisel
- Rolf Niczky
- Paul Telemann
- Paul Wendling
- Jupp Wiertz
- Julie Wolfthorn[1]